# Життя та часи Скруджа Макдака
«Життя та часи Скру́джа Макда́ка» (англ. The Life and Times of Scrooge McDuck) — графічний роман з 12 розділів, написана й намальована Доном Розою, з літерингом Тодда Кляйна (в американських виданнях). Вперше опублікована данським видавництвом Egmont у журналі Anders And & Co. у 1992—1994 роках, а англійською мовою — у випусках Uncle Scrooge № 285–296 у 1994—1996 роках. Після кількох років відсутності у продажу та значного попиту, серію перевидано у вигляді двох розкішних томів у твердій палітурці під лейблом BOOM! Studios, а згодом — і видавництвом Fantagraphics Books.

## Сюжет
Ця історія розповідає про життя Скруджа МакДака з 1877 по 1947 рік — року, коли персонаж уперше з'явився в коміксах. Дон Роза прагнув детально відтворити біографію Скруджа, спираючись на згадки про його минуле з класичних історій Карла Баркса. У хронологічному порядку читачі бачать шлях героя від злиденного хлопця з Глазго до найбагатшої качки у світі, зупиняючись на ключових етапах його становлення, пригод, злетів і падінь.

## Нагороди
Дон Роза отримав премію Вілла Айснера за найкращу серіалізовану історію у 1995 році саме за цей комікс. У 1997 році зібране видання також увійшло до переліку фаворитів фанатської премії Comics Buyer's Guide у категорії «Улюблений перевиданий графічний роман/альбом».

## Музика
Фінський композитор Туомас Голопайнен випустив концептуальний музичний альбом, натхненний цією історією, під назвою Music Inspired by the Life and Times of Scrooge. Обкладинку для альбому створив сам Дон Роза.

## Цензура
У лютому 2023 року компанія The Walt Disney Company запровадила глобальну заборону на перевидання двох історій про качок, створених Доном Розою: «Творець імперій з Калісоти» (у повідомленні вказана як «Найбагатший качур у світі») та «Мрія всього життя». Обидві історії містять персонажа, на ім'я Бомбі — зомбі, якого прокляв вуду-жрець, найнятий Скруджем. Дон Роза зазначав, що Бомбі є ключовим елементом сюжету, тому заборона робить подальші перевидання або повні збірки «Життя і часів Скруджа МакДака» неможливими.